# Pyropelta wakefieldi
Pyropelta wakefieldi is een slakkensoort uit de familie van de Pyropeltidae. De wetenschappelijke naam van de soort is voor het eerst geldig gepubliceerd in 1992 door McLean.